# П'ята поправка до Конституції США

Білль про права

П'ята поправка до Конституції США (англ. Fifth Amendment to the United States Constitution) набула чинності 15 грудня 1791 року і була частиною Білля про права. Вона забезпечує особі, що звинувачується у скоєнні злочину, справедливе судове розслідування. Також, відповідно до цієї поправки, жодна особа не може двічі звинувачуватися за один і той же злочин.

## Текст поправки
| Нікого не можна притягати до відповідальності за скоєння тяжкого кримінального злочину чи іншого ганебного вчинку, інакше як за поданням або висновком великого журі присяжних, за винятком злочинів, скоєних особами, які належать до наземних чи морських збройних сил або міліції, коли ці особи перебувають на дійсній службі, під час війни чи іншої громадської небезпеки. Нікого не можна притягати до відповідальності за злочин вдруге; нікого не можна примушувати свідчити проти себе за обвинувачення в будь-якому кримінальному злочині, а також нікого не можна позбавити життя, свободи чи власності без законної процедури. Приватну власність не можна відбирати для громадських потреб без справедливої винагороди. Оригінальний текст (англ.) No person shall be held to answer for a capital, or otherwise infamous crime, unless on a presentment or indictment of a Grand Jury, except in cases arising in the land or naval forces, or in the Militia, when in actual service in time of War or public danger; nor shall any person be subject for the same offence to be twice put in jeopardy of life or limb; nor shall be compelled in any criminal case to be a witness against himself, nor be deprived of life, liberty, or property, without due process of law; nor shall private property be taken for public use, without just compensation. |